# George Cayley

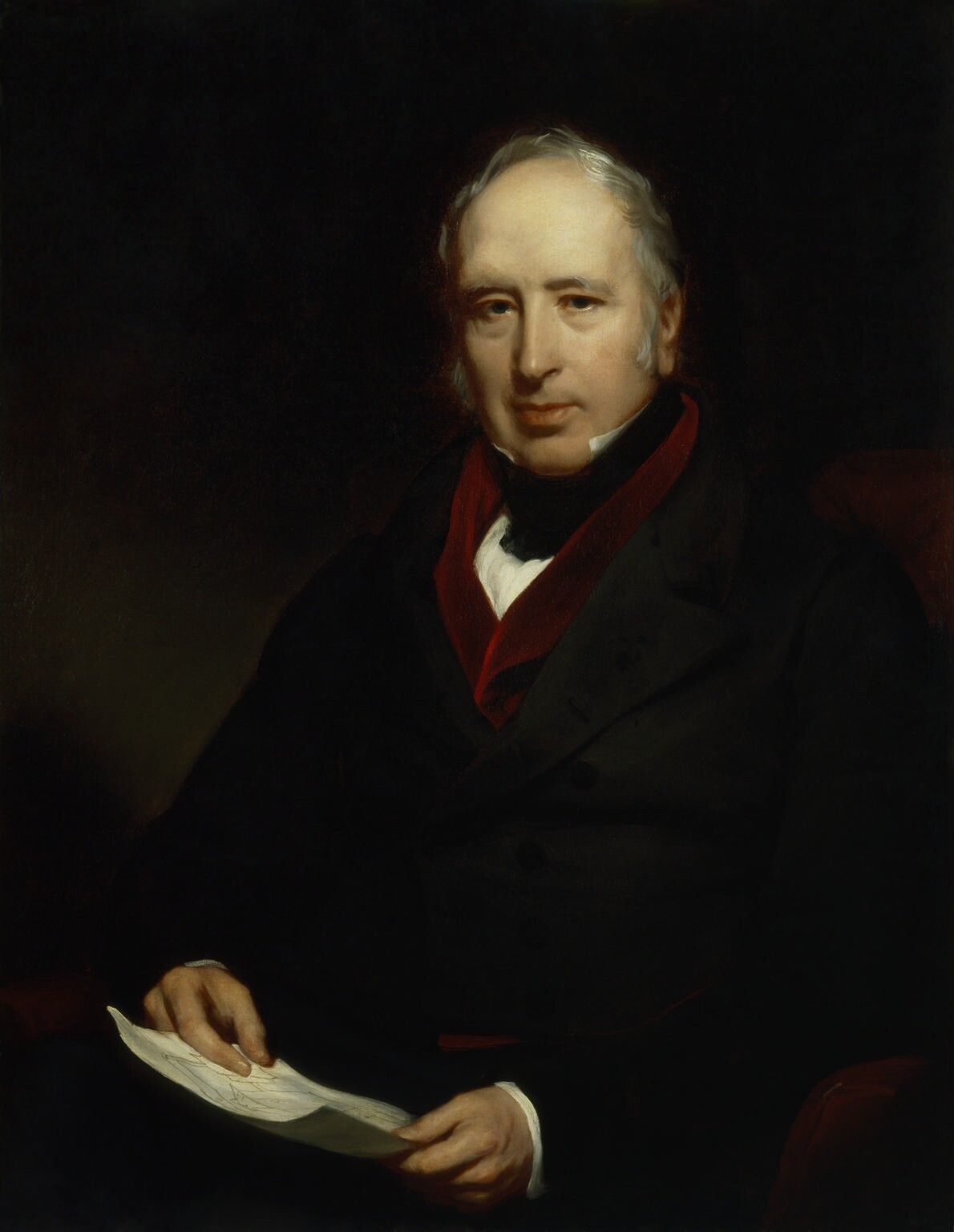
Sir George Cayley.

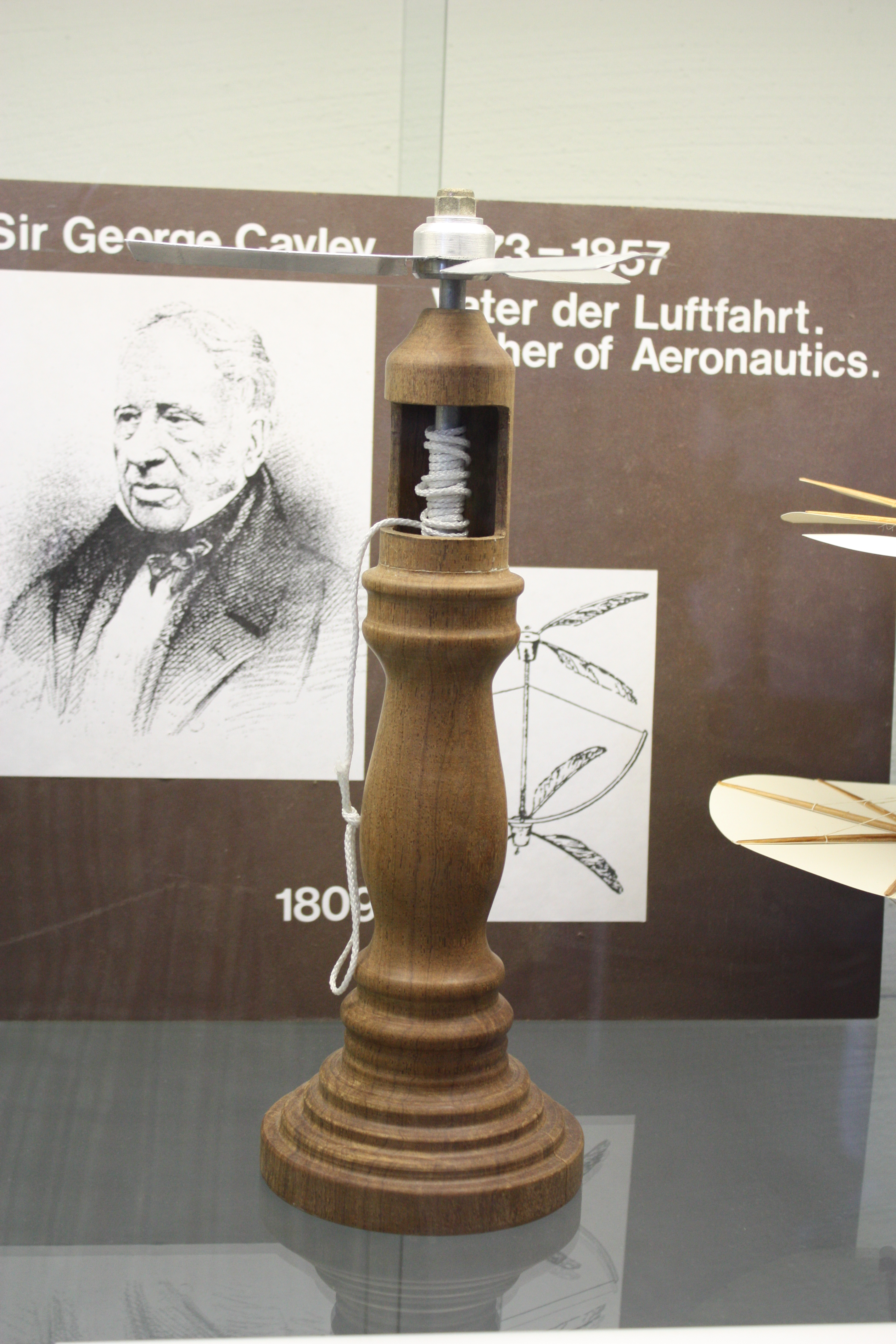

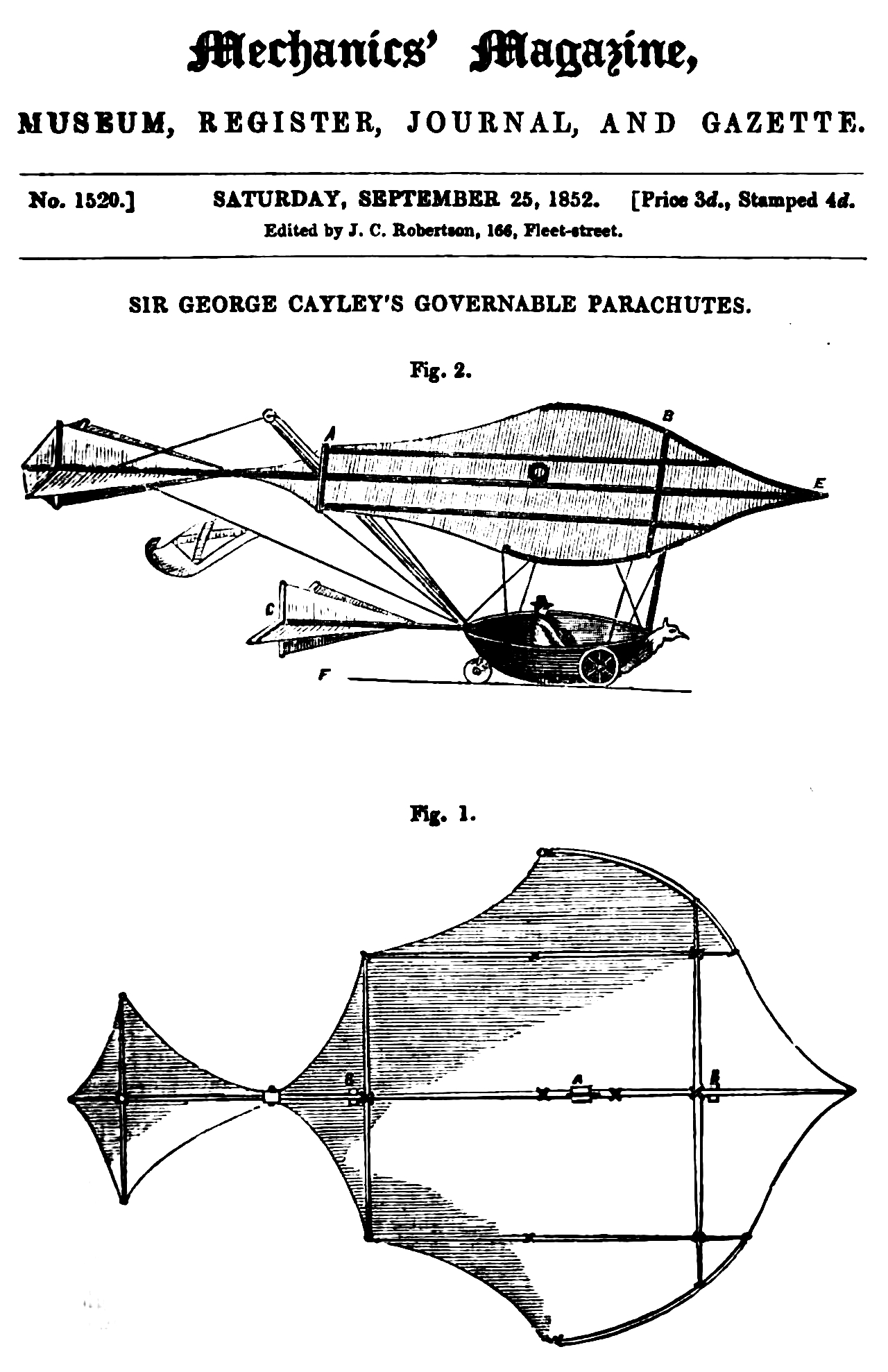
Glidflygare från 1852 av George Cayley.

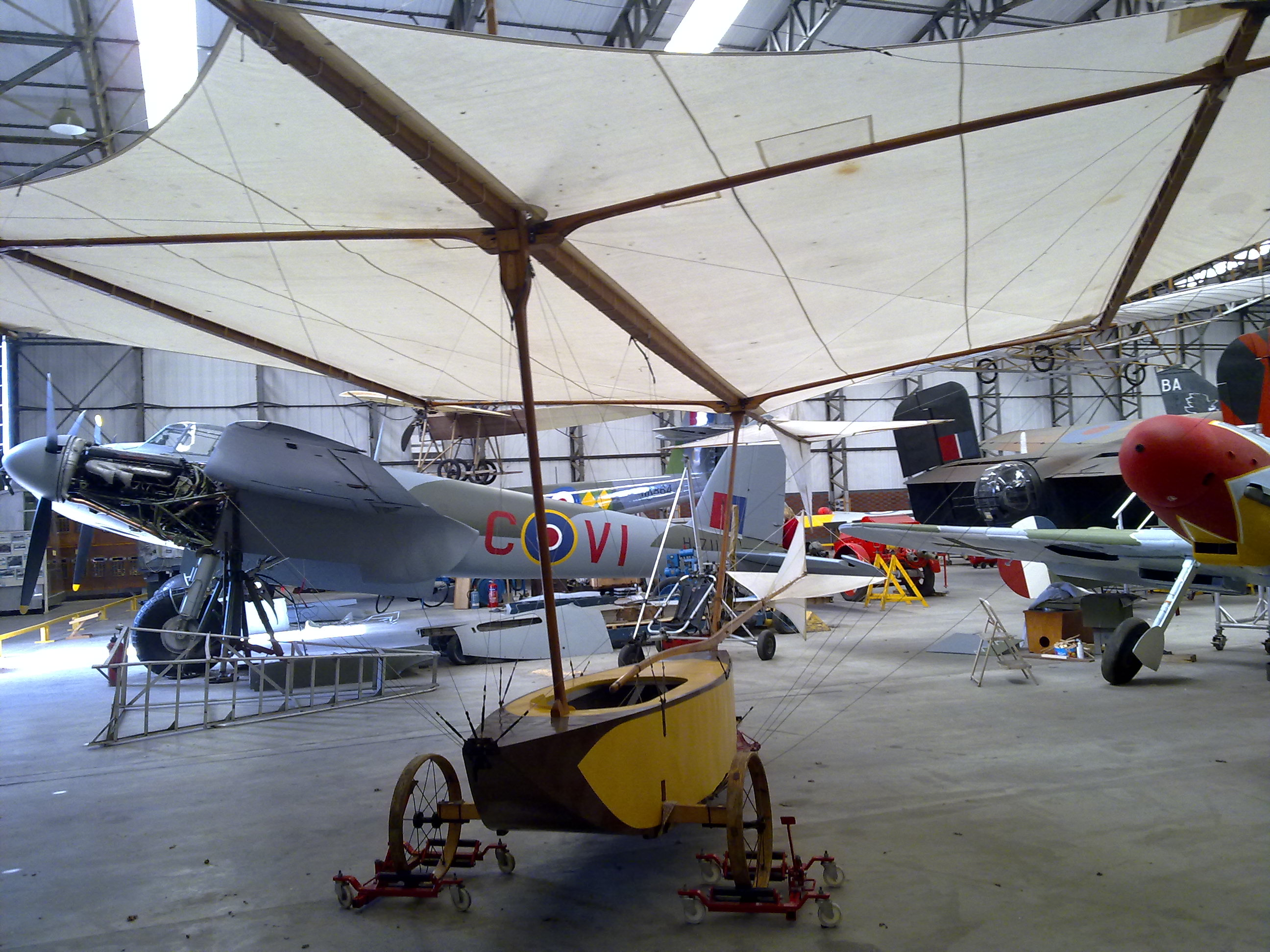

George Cayley, född 27 december 1773 i Brompton-by-Sawdon nära Scarborough, North Yorkshire, död 15 december 1857 i Brompton nära Scarborough, North Yorkshire, var en engelsk utforskare av aeronautik. Han konstruerade grunderna för den första flygfarkosten tyngre än luft, en form av glidflygplan, i mitten av 1800-talet.
Cayleys intresse för flyg väcktes 1783 vid ballonguppstigningarna i Paris. Han började med sina aerodynamiska experiment 1793 med modeller på Brompton Hall i Yorkshire. Han konstruerade en helikoptermodell baserad på en fransk grundkonstruktion 1796. Tre år senare kom han på att man kunde skilja på kraften i luftsystemet med farkostens dragkraft och att vingen skulle vara välvd för att ge maximal lyftkraft. Han konstruerade 1804 en provanordning där han med en modellvinge kunde påvisa och mäta de aerodynamiska krafterna vid varierande av vingens anfallsvinkel. 
Cayley var först med att montera två eller tre vingar ovanför varandra för att öka lyftkraften och minska vingbelastningen. 1849 lät han en 10-årig pojke flyga hans triplan vid sitt gods. Man startade från en liten kulle och farkosten drogs upp i luften av ett par rep. När han fyra år senare beordrade sin kusk att sitta i flygfarkosten, sade han upp sig med påpekandet, att han var anställd som kusk för att köra häst och vagn, inte för att flyga. 
Ett av Cayleys flygplan finns avbildat på ett silverfat som är utställt på Science Museum i London. Trots att hans konstruktioner flög dåligt kom hans idéer inom aerodynamiken senare flygtekniker till stor nytta.